# Antonio Ubieto Arteta
Antonio Ubieto Arteta (Zaragoza, 31 de marzo de 1923 - Valencia, 1 de febrero de 1990) fue un historiador y filólogo medievalista español. 

## Biografía
Discípulo del historiador medievalista José María Lacarra, destacó como investigador de la historia y la literatura medieval sobre todo en el ámbito aragonés, donde estudió. Primero fue catedrático de la Universidad de Valencia (1958-1977), y tras la jubilación de su maestro Lacarra fue archivero y catedrático de Universidad de Zaragoza, y en 1977 obtuvo la Cátedra de Historia Medieval de dicha Universidad, dirigiendo el departamento homónimo hasta 1988. 
En su etapa valenciana, destaca el estudio sobre la formación del Reino de Valencia, y el estudio en profundidad del "Llibre del Repartiment", donde argumentó que Próspero de Bofarull había descartado varios asientos, que se referían a repobladores aragoneses, navarros y castellanos y de muchas otras "naciones". Tales estudios le provocaron severos conflictos con algunos compañeros de tesis contrarias.[cita requerida]
Dirigió, como Jefe de Departamento, los Departamentos de Historia Medieval de las Universidades de Valencia y Zaragoza.
Su obra como medievalista abarca algo más de cien trabajos destinados a la edición de fuentes documentales primarias de temas navarro-aragoneses, de historia valenciana o épica medieval: 62 artículos de revistas, 17 colaboraciones en obras colectivas, 27 libros y 1 tesis.[cita requerida] Además, ha dirigido 4 tesis. Destaca su indagación en los orígenes de los reinos de Castilla, Aragón y Valencia y la profundización en la historia de Aragón,  en cuyo ámbito publicó una obra de referencia en varios volúmenes, su Historia de Aragón, en la editorial Anubar, su propia editorial un acrónimo de An(tonio) Ub(ieto) Ar(teta).
Son importantes asimismo sus aportaciones a la autoría y datación del Cantar de mio Cid, iniciando la corriente crítica, hoy dominante de una datación tardía y una autoría única y posiblemente culta para el Cantar. 
Como continuadores de su obra figuran dos discípulos como su hermano, Agustín Ubieto, especializado en la génesis y cambios territoriales tanto de España como de Aragón en sus conocidas obras en formato de atlas históricos; y el también medievalista turolense Antonio Gargallo, quien destacó por su estudio sobre la Comunidad de Teruel a lo largo de toda la Edad Media, y que a su vez ha servido de inspiración para la recreación anual de Las Bodas de Isabel de Segura, representada en el mes de febrero en Teruel.
También trabajó en la actividad editorial. En dicho ámbito fundó la revista Ligarzas y la editorial «Anubar», de las que fue fundador y director. En ellas inició importantes colecciones, como lo son Textos Medievales, Obras de Investigación, Comercio Valenciano, Temas Valencianos, y Alcorces.
El Gobierno de Aragón le otorgó el premio Aragón en 1989 y la ciudad de Zaragoza le designó Hijo Predilecto. Eran sus más queridos honores, entre otros muchos.

## Críticas
Algunos aspectos de la obra de Ubieto han sido severamente criticados por diversos historiadores contemporáneos. Entre los historiadores valencianos podemos destacar las críticas de Ernest Belenguer, quien califica su obra de "parcial" y "manipulada", diagnóstico compartido también por el también historiador valenciano Ferrán García-Oliver, quien además lo acusa de malinterpretar y tergiversar documentos. Por otra parte, Carme Barceló Torres, Pedro López Elum y Mateu Rodrigo Lizondo, que ostentaron la plaza de catedrático de Historia Medieval de la Universidad de Valencia al igual que el propio Ubieto, han cuestionado la metodología empleada en los estudios de este acerca del Reino de Valencia, a los que han tachado de revisionistas. Esta misma etiqueta ha sido aplicada por el historiador Cristian Palomo a la teoría del "casamiento en casa" propugnada por Ubieto, según la cual Ramon Berenguer IV, al contraer matrimonio con Petronila de Aragón, habría renunciado a su linaje, la Casa de Barcelona; Palomo, además, compila buena parte de las críticas aquí mencionadas y se hace eco de ellas. El filósofo murciano José Luis Villacañas, por su parte, considera sus teorías sobre el presunto romance prejaimino "pintorescas" y ajenas al sentido común, mientras que el historiador Josep Maria Salrach las califica directamente de anticientíficas. Ubieto se halla entre los blancos de las críticas vertidas en la obra Pseudohistòria contra Catalunya, donde se le acusa, junto a otros autores como Jordi Bilbeny, Elvira Roca Barea o Víctor Cucurull, de falsear la historia de Cataluña con fines políticos.
Otros autores han considerado que las teorías de Ubieto se hallan superadas en la actualidad. Javier Paniagua, catedrático de Historia de la Universidad Nacional de Educación a Distancia, apunta que la obra de Ubieto y sus discípulos ha quedado atrás frente a los avances de otros historiógrafos contemporáneos con respecto al origen y desarrollo del Reino de Valencia. En esta misma línea parece ir uno de los discípulos de Ubieto, Ramon Ferrer Navarro, presidente de la Academia Valenciana de la Lengua, quien afirma que, más allá del revuelo que causó en la época, Los orígenes del Reino de Valencia debía ser leída como una obra más de una corriente historiográfica ya superada y que iría en la órbita de la obra España: un enigma histórico de Sánchez Albornoz, según la cual la población de la península habría mantenido las esencias de "lo hispano" más allá del influjo cultural, demográfico y lingüístico de los sucesivos pueblos que dominaron el territorio (visigodos, musulmanes, etc.).
Otra de las ideas controvertidas de Ubieto es la de que el Cantar del Mío Cid fue compuesto originalmente en lengua aragonesa por un autor probablemente turolense, y no castellano. En relación con los estudios toponímicos y filológicos que le permiten alcanzar tal conclusión, diversos estudiosos, incluyendo a Ramón Menéndez Pidal, han señalado que se fundamentan en una mala interpretación o incluso el "escamoteo" de las fuentes originales. El pretendido origen aragonés de los vocablos empleados por Ubieto como evidencia también ha sido severamente cuestionado.
Las críticas de Ubieto a Próspero de Bofarull también fueron desmentidas. Su acusación principal sostenía que Bofarull, en su edición del Llibre del repartiment, había omitido diversos asientos con el objetivo de quitar peso a los aragoneses en la repoblación del reino de Valencia. Sin embargo, tal como señala el actual director del Archivo de la Corona de Aragón, dichas omisiones, correspondientes a asientos tachados en el documento original, se debían a que la mencionada edición no pretendía tener valor histórico (como el propio Bofarull advirtió en una nota a la misma), sino meramente jurídico, puesto que su finalidad era dar respuesta a las demandas nobiliarias de certificación de propiedades territoriales, que se habían disparado a mediados del siglo XIX. Los asientos tachados se interpretaban como carentes de valor jurídico (anulados) y por eso no fueron transcritos, pero estas omisiones se llevaron a cabo sin atender al origen geográfico de los pobladores y, de hecho, Bofarull sí que transcribió esos mismos nombres cuando volvían a aparecer más adelante sin tachadura (de modo que buena parte de ellas no tendrían realmente valor poblacional). Además, Ubieto basó su crítica en los seis primeros asientos de los ocho que aparecen en la primera plana del libro para luego extrapolarla a toda la obra, pero al aplicar su criterio a los 100 primeros nombres el resultado es que las omisiones afectarían más a catalanes que a aragoneses. Todo esto no impidió que desde la prensa y las redes sociales se divulgara una versión que iba incluso más allá de lo sostenido por Ubieto, puesto que se llegó incluso a acusar a Bofarull de manipular el original, en un proceso que ha sido tildado de "fake news", dado que estos documentos no presentan señal alguna de manipulación moderna.
Otra de las acusaciones de Ubieto responsabilizaba a los archiveros de la familia Bofarull (Próspero o Antonio) de haber hecho desaparecer el testamento de Jaime I de Aragón del 19 de enero de 1248 (que Ubieto y su discípulo Corral datan erróneamente en 1245), así como de otros "extravíos" que no llega a mencionar. En realidad, dicho documento desapareció durante la etapa de decadencia del Archivo de la Corona de Aragón, a finales del siglo XVIII o principios del XIX, antes del nombramiento de Próspero de Bofarull como director del mismo.

## Obras del autor
- Antonio Ubieto Arteta, «Observaciones al Cantar de Mio Cid», Arbor, XXXVII (1957), 145-170.
- Antonio Ubieto, Juan Reglá, José María Jover, Carlos Seco, Introducción a la Historia de España, Teidei, 1963, ISBN 84-307-7310-X
- Antonio Ubieto Arteta, Historia de Aragón, Zaragoza, Anubar, 1981-1989, 6 vols.
- —, Colección Diplomática de Cuéllar,  Segovia, Diputación Provincial, 1961. Presentación del Exmo. Sr. D. Pascual Marín Pérez, magistrado y catedrático de Derecho Civil.
- —, Orígenes del Reino de Valencia. Cuestiones cronológicas sobre su reconquista, I, Zaragoza, Anubar, 1981, ISBN 84-7013-155-9
- —, Orígenes del Reino de Valencia. Cuestiones cronológicas sobre su reconquista, II, Zaragoza, Anubar, 1979, ISBN 84-7013-156-7
- —, Cartulario de San Millán de la Cogolla (759-1076), Valencia, Anubar, 1976, ISBN 84-7013-082-X
- —, El "Cantar de Mio Cid" y algunos problemas históricos, Zaragoza, Anubar, 1992, ISBN 84-7013-054-4